# Andrij Herasymenko (ur. 1987)
Andrij Witalijowycz Herasymenko (ukr. Андрій Віталійович Герасименко; ur. 10 stycznia 1987) – ukraiński piłkarz, grający na pozycji napastnika, a wcześniej pomocnika.

## Kariera piłkarska

### Kariera klubowa
Wychowanek klubu Kniaża Szczasływe, barwy którego bronił w juniorskich mistrzostwach Ukrainy (DJuFL). W 2005 rozpoczął karierę piłkarską w podstawowym składzie Kniażej. Od lata 2005 do końca 2006 występował w Spartaku Iwano-Frankowsk. W 2007 odbywał służbę wojskową w CSKA Kijów. Na początku 2008 bronił barw Nywy Tarnopol, po czym przeszedł do FK Ołeksandrija. Podczas przerwy zimowej sezonu 2009/10 przeniósł się do Arsenału Biała Cerkiew. W lipcu 2010 powrócił do reorganizowanego klubu Prykarpattia Iwano-Frankowsk.

## Sukcesy i odznaczenia

### Sukcesy klubowe
- brązowy medalista Pierwszej lihi Ukrainy: 2009